# 胡大荣
胡大荣（1914年—2004年7月12日），湖北省黄梅县人，中国人民解放军将领、中国人民解放军开国少将。
第二次国共内战期间，任中国人民解放军第35军副军长，后任浙江军区第二副司令员。1955年，授予中国人民解放军少将。

## 生平
1930年加入中国共产主义青年团和中国工农红军。1934年转为中国共产党党员。土地革命战争时期，他历任战士、排长、军部交通队队长等职，参加了中央苏区一至五次“反围剿”斗争和两万五千里长征。
抗日战争时期，他历任副营长、作教参谋、营长、师军政干校校长、后方司令部司令员、支队司令部参谋长、团长、分区司令员等职，参加了汾离公路伏击战和敌后游击作战，为发展和壮大敌后武装力量做出了贡献。
第二次国共内战时期，他历任分区司令员兼旅长、师长、副军长等职，先后参与指挥了鲁南、济南、淮海等战役战斗。
在1949中共成立后，他历任胶东军区副司令员、浙江军区第二副司令员兼参谋长、上海警备区副司令员兼参谋长、上海警备区副司令员、南京军区工程兵主任、南京军区副司令员兼军区工程兵主任、南京军区副司令员等职，協助解放军的革命化、现代化、正规化建设，为加强国防后备力量建设做出了很多力氣。胡大荣因病于2004年7月12日在南京逝世，享年91岁。